# 高升桥站
高升桥站位于中华人民共和国四川省成都市武侯区一环路南四段，是成都地铁3号线与5号线的地铁换乘站，因老地名“高升桥”而得名。3号线车站于2016年7月31日启用，5号线车站于2019年12月27日启用。

## 车站结构
高升桥站为地下三层车站，3号线、5号线在此呈V字形交叉并形成站厅换乘。3号线车站是一个地下两层三跨明挖岛式站台车站，主体建筑面积9513平方米，设计5个通道出入口、1组共3个风亭。5号线车站长度约为166.8米，标准段长约22.5米，主体建筑面积约11379平方米，附属建筑面积约2845平方米，车站基坑深度约27.1米，为双柱三跨框架结构。3、5号线车站站厅高差为1.2米，通过在换乘通道内设5%的坡道解决，换乘通道长度约70米，面积约722平方米。

### 楼层
|                                  |  | 3号线往成都医学院（衣冠庙） |
| 島式 · 開左邊车门 · 无障碍卫生间 |  |                             |
|                                  |  | 3号线往双流西站（红牌楼）   |

|                                  |  | 5号线往华桂路（省骨科医院） |
| 島式 · 開左邊车门 · 无障碍卫生间 |  |                             |
|                                  |  | 5号线往回龙（科园）         |

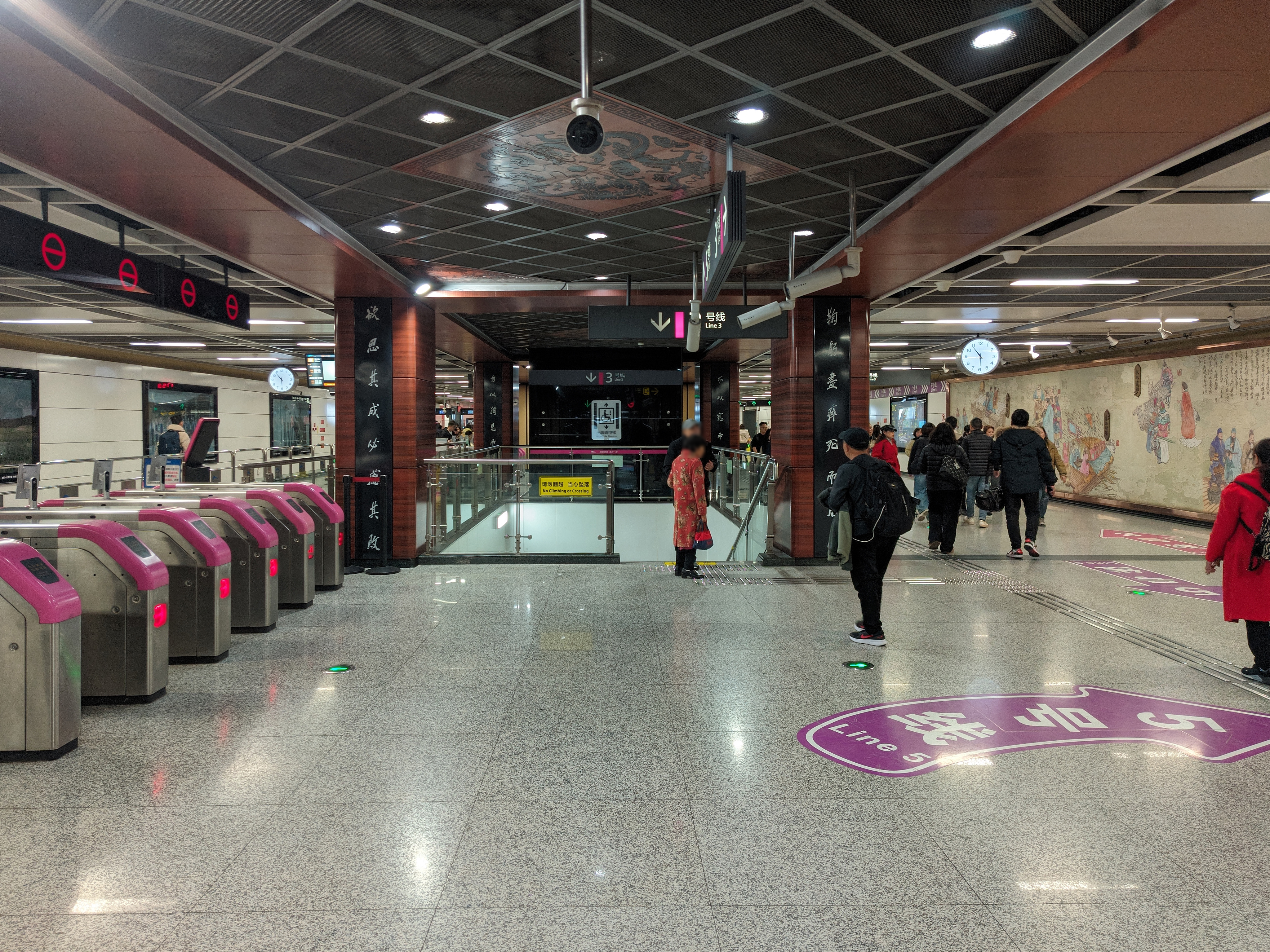
3号线站厅
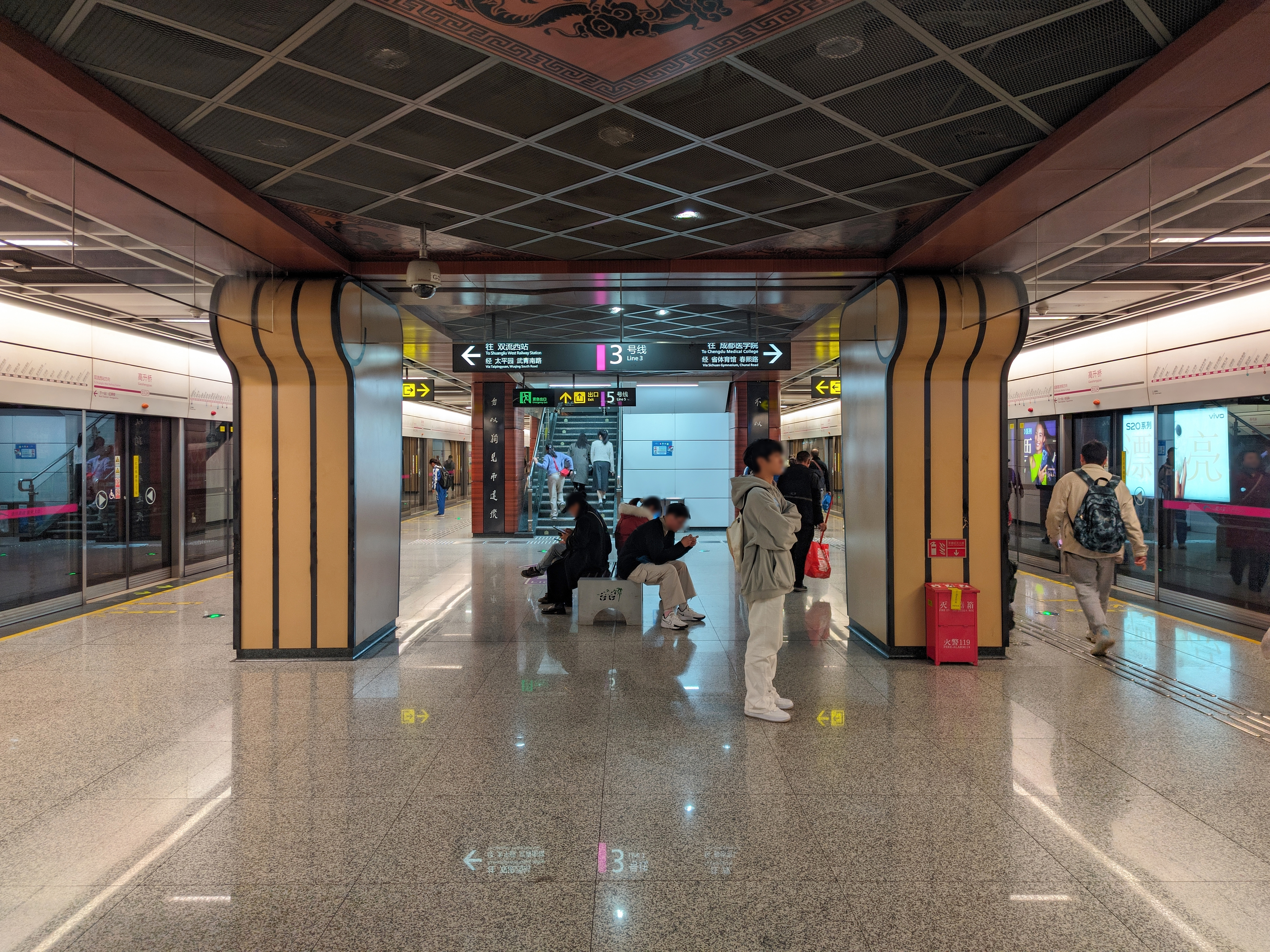
3号线站台
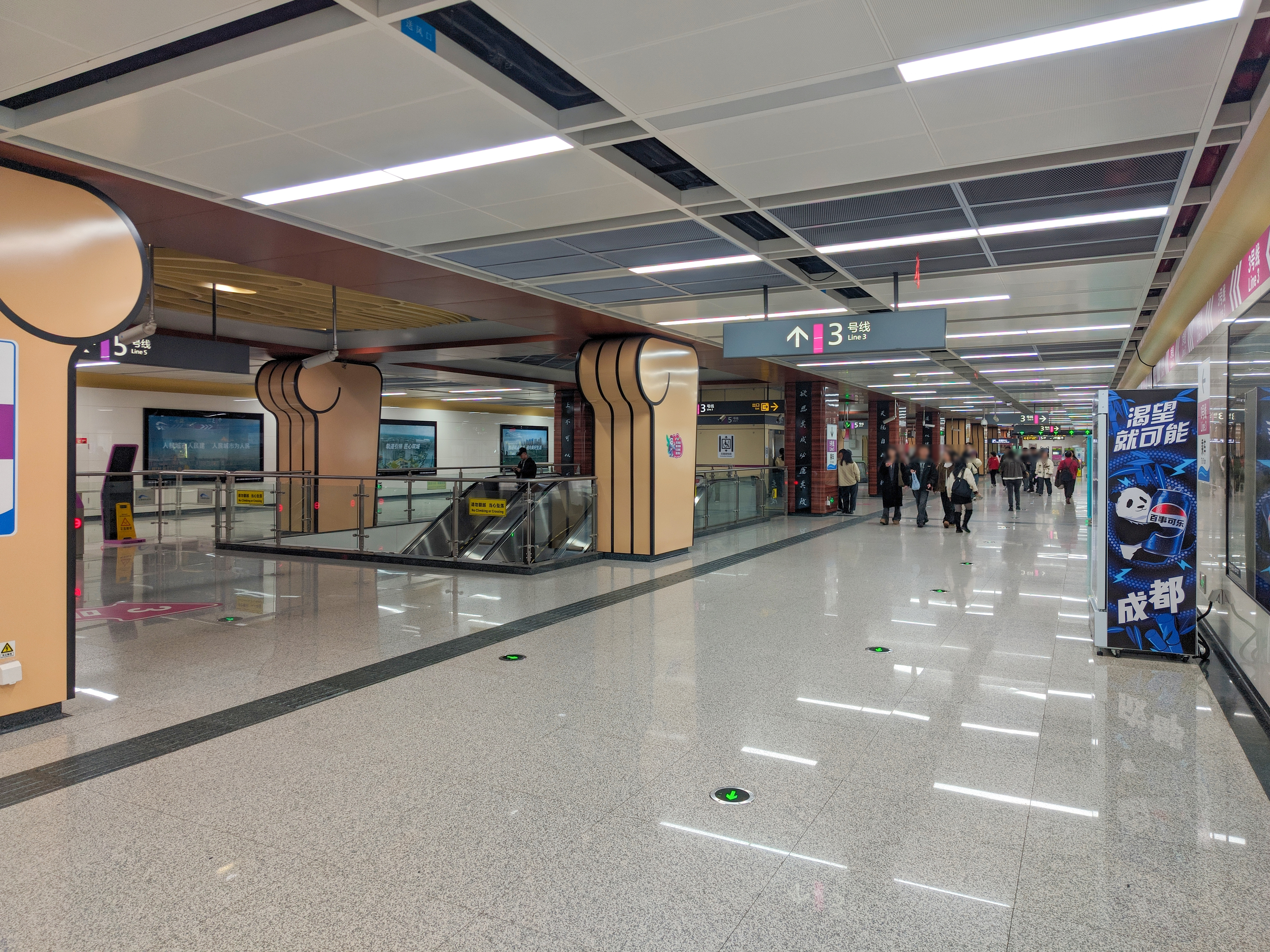
5号线站厅
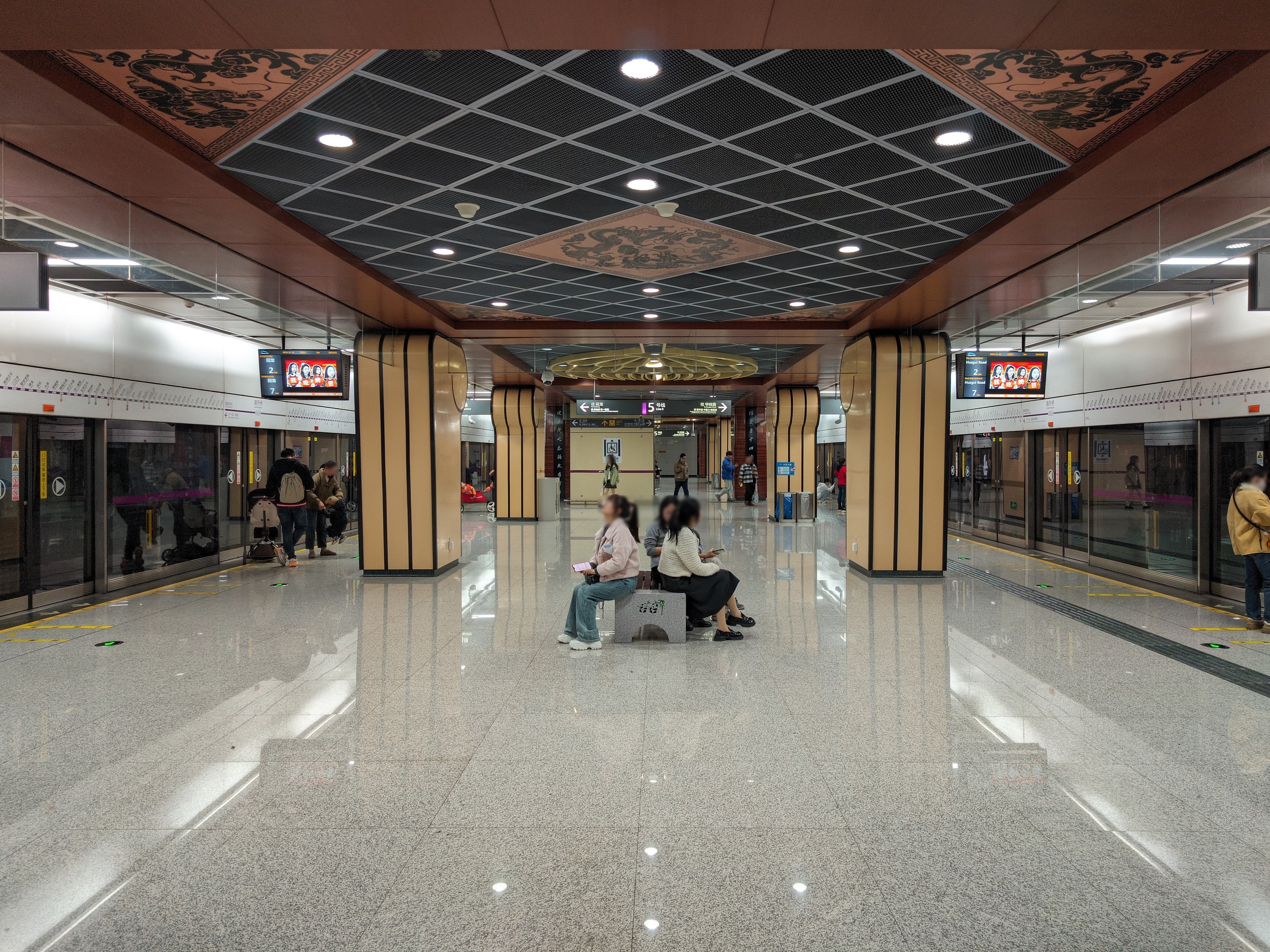
5号线站台

## 内装与公共艺术
本站邻近著名景点成都武侯祠，文化设计主题为“三国历史成就蜀相孔明”。
本站部分立柱装饰中融入了诸葛亮历史形象中常见的纶巾元素，另部分立柱中融入诸葛亮的著作《诫子书》中的词句。天花板中则装饰着堪称诸葛亮代表性元素的羽扇。

### 艺术壁
本站的艺术壁分别采用与诸葛亮相关的《三顾茅庐》、《草船借箭》、《平定南中》、《诸葛连弩》、《木牛流马》、《泪斩马谡》、《出师表》等七个典故作为主体创作元素，以时代风云变幻作为壁画背景表现，衬托出处在这个时代之风云人物的故事画面，底纹左边为诸葛亮有代表性的“攻心为上”策略中的“平定南中战略图”，右边则为岳飞手书诸葛亮千古名文《出师表》，卷首右侧为诸葛亮传世标准画像和岳飞手书《后出师表》中的原文书法“鞠躬尽力，死而后已”，经明后说书人对《三国演义》的口传相颂，后世更多解读演绎为更加充满力度的现代版本“鞠躬尽瘁，死而后已”。艺术壁整体创作取材多样、大气磅礴、一气呵成，在歌颂诸葛亮“鞠躬尽瘁、死而后已”奉献精神的同时，充分表现出了诸葛亮在政治、军事、文学、书法、发明方面的过人智慧与诸多功绩。

## 出入口
本站目前开放6个出入口，D出口因配合10号线二期施工而拆除重建。
| 编号     | 编号       | 设施                                         | 指示                                   | 照片 |
| -------- | ---------- | -------------------------------------------- | -------------------------------------- | ---- |
|          |            | 无障碍卫生间                                 | 一环路南四段、高升桥路                 |      |
| 出口 · B | 无障碍电梯 | 一环路南四段、高华二街、高升桥东路、兴蓉西巷 |                                        |      |
| 出口 · C |            | 蜀汉街、一环路南四段、蜀汉东街、武侯祠横街   |                                        |      |
|          | 出口 · E   |                                              | 锦外中心、高升桥街、高华横街、高华一街 |      |
| 出口 · F |            | 高华二街、高华横街                           |                                        |      |
| 出口 · G | 无障碍电梯 | 高华二街、高升桥东路                         |                                        |      |

## 未来发展
预计2025年10号线三期开通后，本站将成为3号线、5号线和10号线三线换乘站。

## 公交配套
19路、27路、59路、72路、77路、115路、153路。